# 利塞茨 (烏克蘭)
48°52′18″N 24°36′17″E / 48.87167°N 24.60472°E
利塞茨（羅馬化：Lysets）是烏克蘭西部伊萬諾-弗蘭科夫斯克州伊万诺-弗兰科夫斯克区利塞茨市镇内的鎮及其行政中心。始建於1652年，面積5.03平方公里，海拔高度290米，2011年人口2,969，人口密度每平方公里590人。